# Giuseppe Maria Mazzuoli

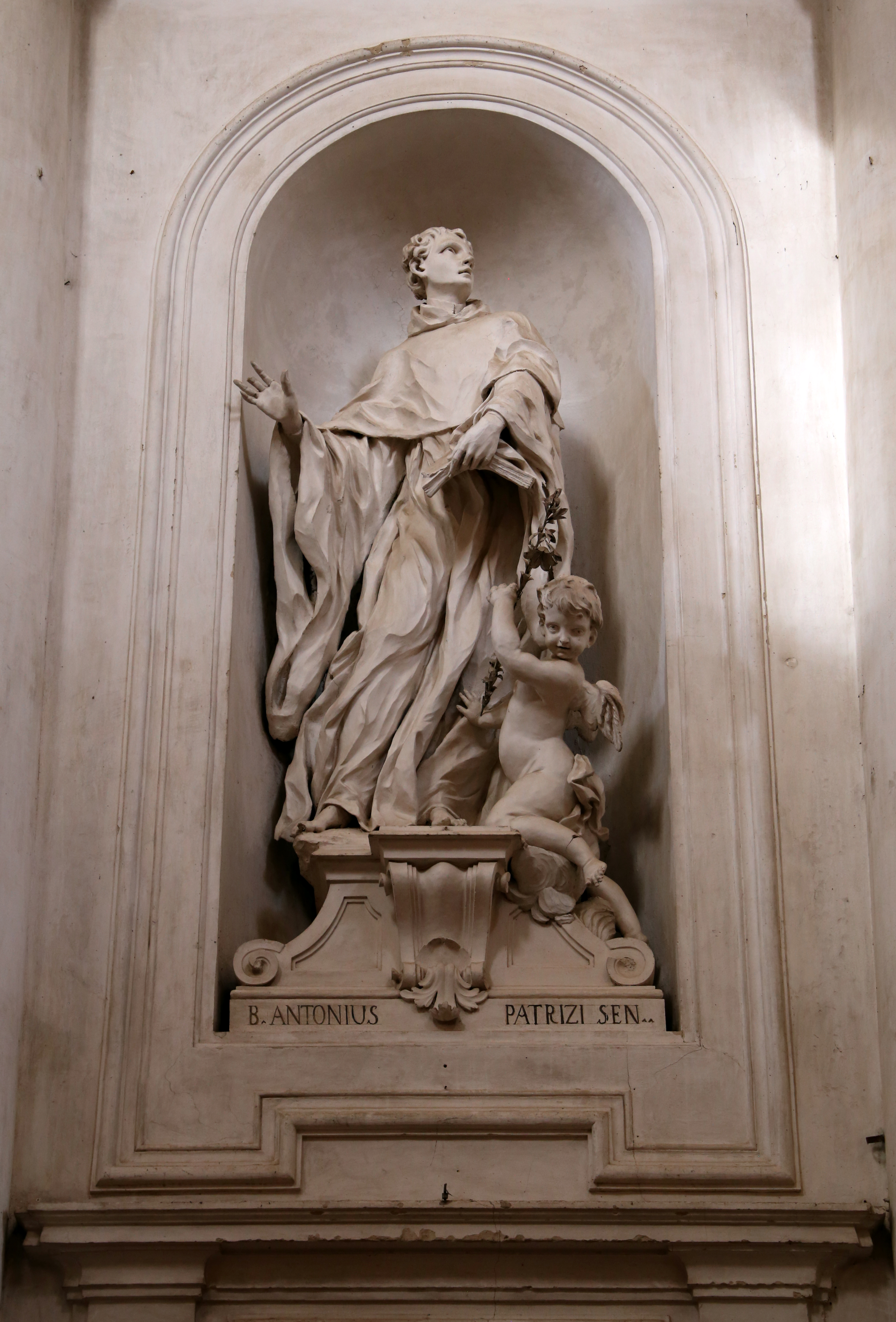
Giuseppe Maria Mazzuoli, Beato Antonio Patrizi (1755), chiesa di Sant'Agostino, Siena

Giuseppe Maria Mazzuoli, detto il Giovane (Siena, 1727 – Roma, 1781), è stato uno scultore e restauratore italiano.

## Biografia
Nacque a Siena nel 1727 da Giovanni Maria, figlio di Giovanni Antonio Mazzuoli, in una famiglia di artisti illustri risalente al XVII secolo.
Si formò inizialmente nella bottega dello zio scultore Bartolomeo, e poi ottenne l'alunnato Biringucci per studiare a Roma. Per dodici anni fu studente di Filippo della Valle. Nel 1754 vinse il premio per la prima classe del concorso dell'Accademia di San Luca. Lavorò tutta la vita tra Siena e Roma, dove fu autore di numerose decorazioni scultoree. Fu anche restauratore, e nel 1759 si occupò della Carità di Jacopo della Quercia della fonte Gaia, danneggiata dal 1743. Riuscì a fare aprire una scuola pubblica d'arte a Siena nel 1775.
Sposato dal 1766 con Faustina di Antonio Castelli, ebbe numerosi figli, tra i quali Francesco, pittore.